# Afromorgus granulatus
Afromorgus granulatus är en skalbaggsart som beskrevs av Herbst 1783. Afromorgus granulatus ingår i släktet Afromorgus och familjen knotbaggar. Inga underarter finns listade i Catalogue of Life.